# Grand Prix automobile de Grande-Bretagne 1961
GP précédent GP suivant
Le Grand Prix de Grande-Bretagne 1961 (XIVth British Grand Prix), disputé sur le circuit d'Aintree le 15 juillet 1961, est la quatre-vingt-dix-neuvième épreuve du championnat du monde de Formule 1 courue depuis 1950 et la cinquième manche du championnat 1961.

## Contexte avant la course

### Le championnat du monde
La saison 1961 correspond à l'introduction de la nouvelle Formule 1 1 500 cm3, effective à partir du premier janvier. Cette nouvelle formule, très proche de l'ancienne Formule 2 en vigueur de 1957 à 1960, a remplacé la précédente réglementation autorisant une cylindrée de 2500 cm3 (moteur atmosphérique) ou de 750 cm3 (moteur suralimenté).
- Principaux points de la nouvelle réglementation :
- interdiction des moteurs suralimentés
- cylindrée minimale : 1300 cm3
- cylindrée maximale : 1500 cm3
- poids minimal : 450 kg (à sec)
- double circuit de freinage obligatoire
- arceau de sécurité obligatoire (le haut du cerceau devant dépasser le casque du pilote)
- démarreur de bord obligatoire
- carburant commercial
- ravitaillement en huile interdit durant la course

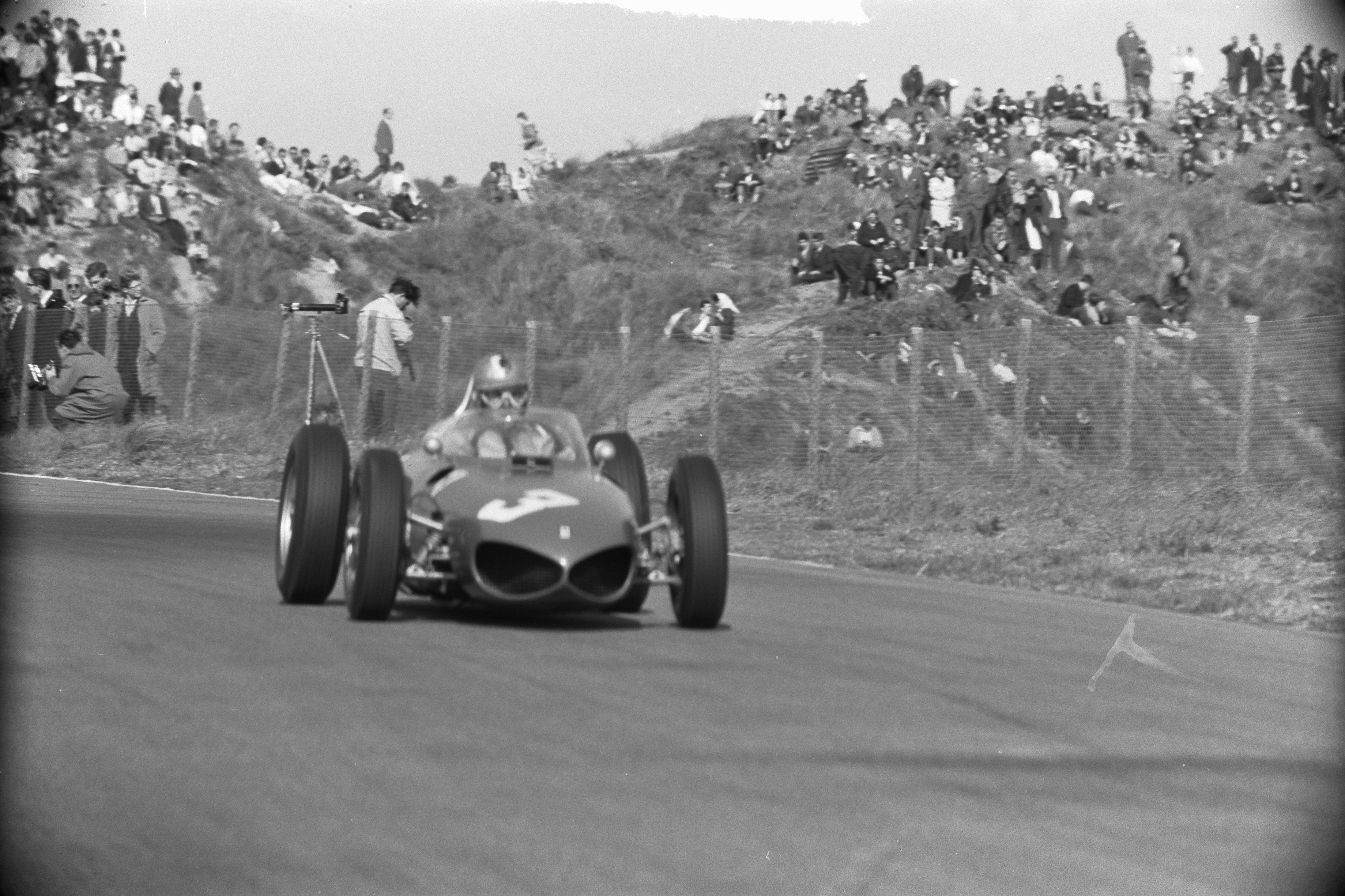
Sur quatre épreuves déjà disputées, les Ferrari 156 en ont remporté trois. Ici Wolfgang von Trips lors de sa chevauchée victorieuse à Zandvoort.

La nouvelle formule ayant été annoncée officiellement le 28 octobre 1958 par le président de la Commission sportive internationale (CSI), Monsieur Pérouse, les constructeurs disposaient de deux ans pour développer leurs nouvelles monoplaces. Toutefois les concurrents britanniques, opposés à la réduction de la cylindrée et à l'augmentation du poids minimal, ont perdu deux ans à tenter de faire revenir la CSI sur sa décision et ont trop tardé pour mettre en chantier de nouveaux moteurs. De ce fait, en ce début de saison, seule la Scuderia Ferrari dispose d'un modèle à moteur V6 parfaitement au point, alors que ses concurrents britanniques ont conçu tardivement leurs châssis, adaptés à la version 1500 cm3 du quatre cylindres Coventry Climax FPF dont la conception remonte à 1956, le seul moteur dont ils disposent. Encouragé par ses bons résultats en Formule 2 les saisons précédentes, Ferry Porsche a également décidé de se lancer en F1, utilisant cette année une évolution de ses anciennes F2, les débuts de la nouvelle monoplace à moteur huit cylindres de la marque allemande n'étant pas attendus avant l'automne.
Grâce à leur niveau de performance plus élevé, les Ferrari ont logiquement dominé la première demi-saison et remporté trois des quatre épreuves disputées. Seul le Monaco leur a échappé, Stirling Moss ayant ce jour-là réussi à devancer les monoplaces italiennes, sa science du pilotage sur ce tracé spécifique ayant compensé le handicap de puissance de sa Lotus. Les voitures rouges ont bien failli subir une nouvelle défaite au récent Grand Prix de France, les trois pilotes officiels ayant tous été stoppés dans leur élan alors qu'ils dominaient largement la course ; la victoire revint cependant in extremis à une autre Ferrari, engagée par la fédération italienne et pilotée par le néophyte Giancarlo Baghetti. Avant la manche britannique, c'est Phil Hill, le pilote le plus expérimenté de la Scuderia, qui est en tête du classement provisoire du championnat, l'Américain ne comptant toutefois qu'un seul point d'avance sur son coéquipier Wolfgang von Trips, chacun d'eux ayant remporté un Grand Prix cette saison.

### Le circuit
Le circuit permanent d'Aintree, situé au cœur même du célèbre hippodrome de la ville, fut inauguré en 1954. Cette année-là, il a notamment accueilli le Daily Telegraph Trophy, remporté par Stirling Moss au volant d'une Maserati 250F d'usine à la moyenne de 137,5 km/h. Le tracé principal, utilisé pour les principaux événements, a une longueur de trois miles (4,828 km), mais une bretelle de raccordement permet également un tracé de 2,64 km, généralement utilisé pour les courses de clubs. L'autodrome peut accueillir cent quarante mille spectateurs, qui bénéficient d'une vue d'ensemble sur cette piste sinueuse. C'est la quatrième fois, depuis 1955, qu'une épreuve de championnat du monde est organisée sur ce circuit. Depuis 1959, le record du tour est codétenu par Stirling Moss et Bruce McLaren, qui avaient tourné à plus de 148,5 km/h de moyenne au cours du Grand Prix de Grande-Bretagne.

## Monoplaces en lice
- Cooper T55 "Usine"

La Cooper T55 a été conçue pour l'utilisation du nouveau moteur Coventry Climax FWMV, à huit cylindres en V. Ce bloc ne devant toutefois pas être opérationnel en début de saison, John Cooper a toutefois prévu l'usage du moteur Climax FPF (quatre cylindres, double arbre à cames en tête), développant 152 chevaux à 7600 tr/min) dans sa version MkII. Il est monté en position inclinée et accouplé à une boîte de vitesses à six rapports. La carrosserie est très affinée, le moteur étant placé très bas. L'ensemble pèse 465 kg à vide. La première demi-saison a mis en évidence la vitesse de pointe insuffisante de ce modèle, sous-motorisé par rapport aux Ferrari voire aux Porsche, et moins aérodynamique que les Lotus équipées du même moteur. Jack Brabham et son coéquipier Bruce McLaren, qui avaient terminé aux deux premières places du championnat 1960, ne peuvent pour l'instant retrouver les premiers rôles et attendent impatiemment que le nouveau V8 soit opérationnel.
- Cooper T53 & T51 privées

Au côté des deux Cooper T55 officielles, de nombreuses écuries privées utilisent le modèle précédent, la T53, généralement équipée du même moteur Climax FPF mais avec une boîte cinq vitesses. C'est le cas du Yeoman Credit Racing Team de Reg Parnell, qui engage deux voitures confiées à John Surtees et Roy Salvadori, de l'équipe Camoradi International avec une T53 pour Masten Gregory et de Jackie Lewis qui dispose de sa monoplace personnelle sous la bannière H&L Motors. La Scuderia Centro Sud aligne également une T53 pour Lorenzo Bandini, mais dotée d'un moteur de Maserati 150S (quatre cylindres,142 chevaux à 7500 tr/min), comme l'ancienne T51 que l'équipe italienne a confiée à Massimo Natili.
- Lotus 21 "Usine"

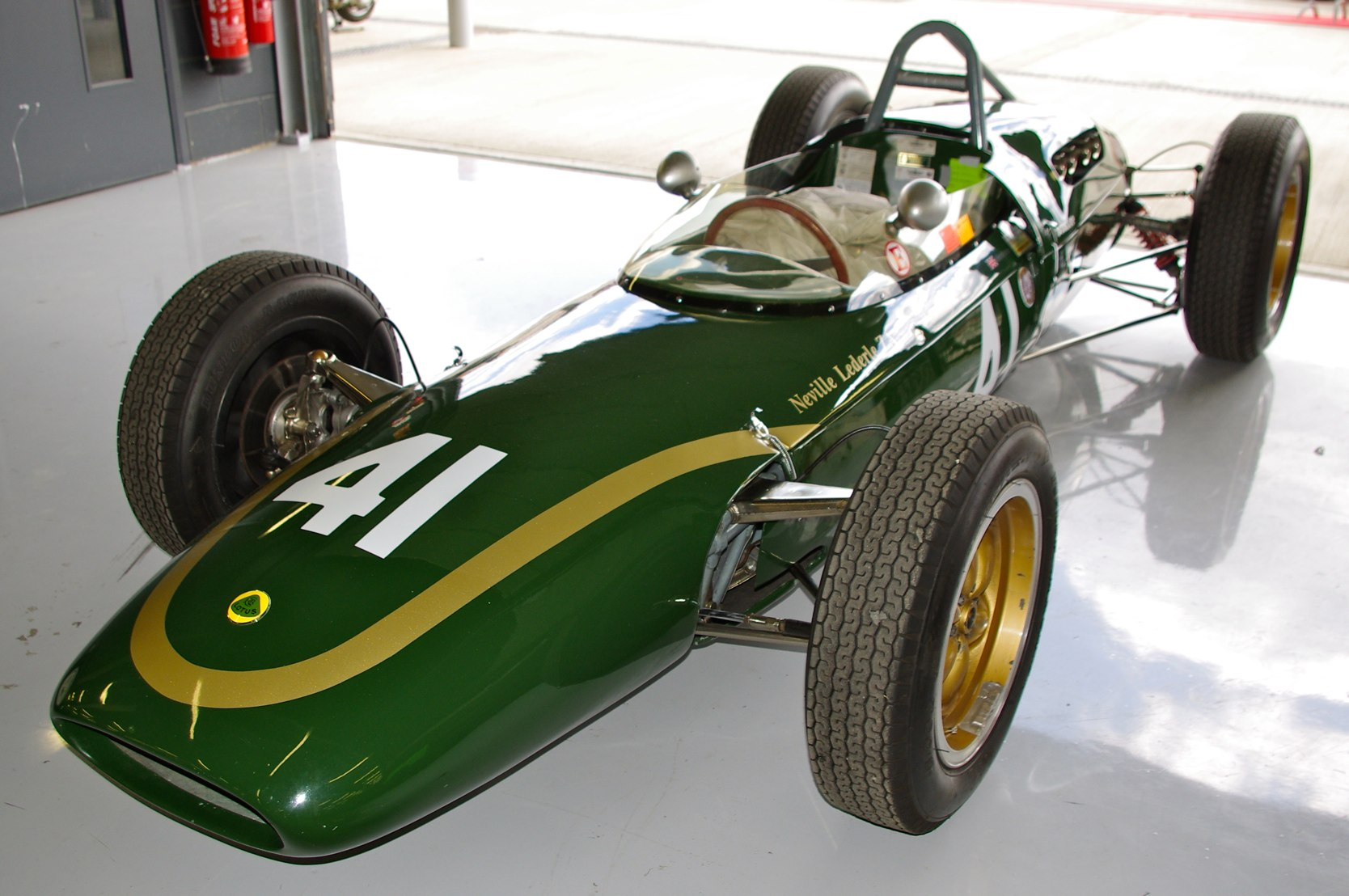
La Lotus 21, à la ligne très affinée.

La Lotus 21 reprend la plupart des solutions techniques de la précédente Lotus 18, mais sa carrosserie est très proche de celle de la Lotus 20 de Formule Junior. Contrairement à la 18 qui péchait par sa mauvaise aérodynamique, la 21 est bien profilée, le carénage de la suspension avant contribuant à réduire la traînée. C'est la plus rapide des monoplaces équipées du moteur Climax FPF MKII, ce qui permet à cette monoplace de 455 kg, dotée d'une boîte de vitesses ZF à cinq rapports, de contester la suprématie des puissantes Ferrari sur certains circuits, comme à Zandvoort où Jim Clark a longtemps menacé Phil Hill pour la deuxième place. Pour la manche britannique, deux voitures ont été engagées par l'usine, Clark étant épaulé par Innes Ireland. L'équipe dispose également d'un mulet.
- Lotus 18 privées

N'ayant pu acquérir de Lotus 21 de l'usine, l'équipe de Rob Walker a, grâce à son chef mécanicien Alf Francis, apporté à sa Lotus 18 à moteur Climax les modifications de carrosserie et de suspension la rendant comparable au nouveau modèle, la voiture, confiée à Stirling Moss, étant désignée sous l'appellation 18/21. L'écurie UDT Laystall a appliqué le même traitement aux monoplaces d'Henry Taylor et Lucien Bianchi. Six autres pilotes disposent de Lotus 18, non modifiées cependant : il s'agit de Ian Burgess (équipe Camoradi International), Wolfgang Seidel (Scuderia Colonia), Tony Maggs (monoplace engagée par Louise Bryden-Brown), ainsi que des pilotes privés Tim Parnell, Gerry Ashmore et Tony Marsh.
- Ferrari 156 "Usine"

La Scuderia Ferrari présente la même formation que deux semaines plus tôt à Reims, à savoir les trois 156 F1 de Phil Hill, Wolfgang von Trips et Richie Ginther, ainsi que celle engagée par la Scuderia Sant Ambroeus, représentant la F.I.S.A. (Federazione Italiana Scuderie Automobilsche), pour Giancarlo Baghetti, qui à la surprise générale s'était imposé sur le circuit champenois pour sa première apparition en championnat du monde. Évolution de la 156P de Formule 2, la 156 F1 se caractérise par sa carrosserie élancée, élaborée en soufflerie. Elle dispose du moteur le plus évolué du plateau, un V6 à double allumage alimenté par deux carburateurs Weber triple corps. Initialement, l'angle du V était de 65°, mais durant l'hiver 1961 l'ingénieur motoriste Carlo Chiti a développé une version ouverte à 120° nécessitant moins de pièces en mouvement et offrant l'avantage d'un centre de gravité plus bas. Cette évolution a apporté un gain de puissance (190 chevaux à 9500 tr/min contre 180 chevaux pour la version 65°) et des montées en régime plus franches. La boîte de vitesses à cinq rapports est couplée à un embrayage multidisque à sec. Le freinage est assuré par deux freins à disques montés dans les roues à l'avant et deux disques ventilés accolés à la boîte à l'arrière. Cette monoplace d'un peu plus de quatre mètres de long, pesant 460 kg, est de loin la plus rapide du plateau, sa vitesse de pointe étant de l'ordre de 270 km/h. Seuls les trois pilotes officiels disposent des versions 120° du V6, la monoplace de Baghetti étant équipée de l'ancienne version 65°.
- BRM P48/57 "Usine"

Le nouveau moteur V8 conçu par BRM a enfin vu le jour, mais n'est pas encore suffisamment au point pour affronter la piste. Depuis le début de saison, l'équipe utilise donc le quatre cylindres Climax FPF sur sa monoplace de transition, la P48/57, dérivée de la P48 de l'année précédente, avec toutefois un système de freinage à quatre disques montés dans les porte-moyeux, contrairement à sa devancière dont le freinage de l'essieu arrière était assuré par un unique disque monté sur l'arbre de transmission. La P48/57 pèse 470 kg à vide. Deux monoplaces ont été engagées, confiées à Graham Hill et Tony Brooks.
- Porsche 718 "Usine"

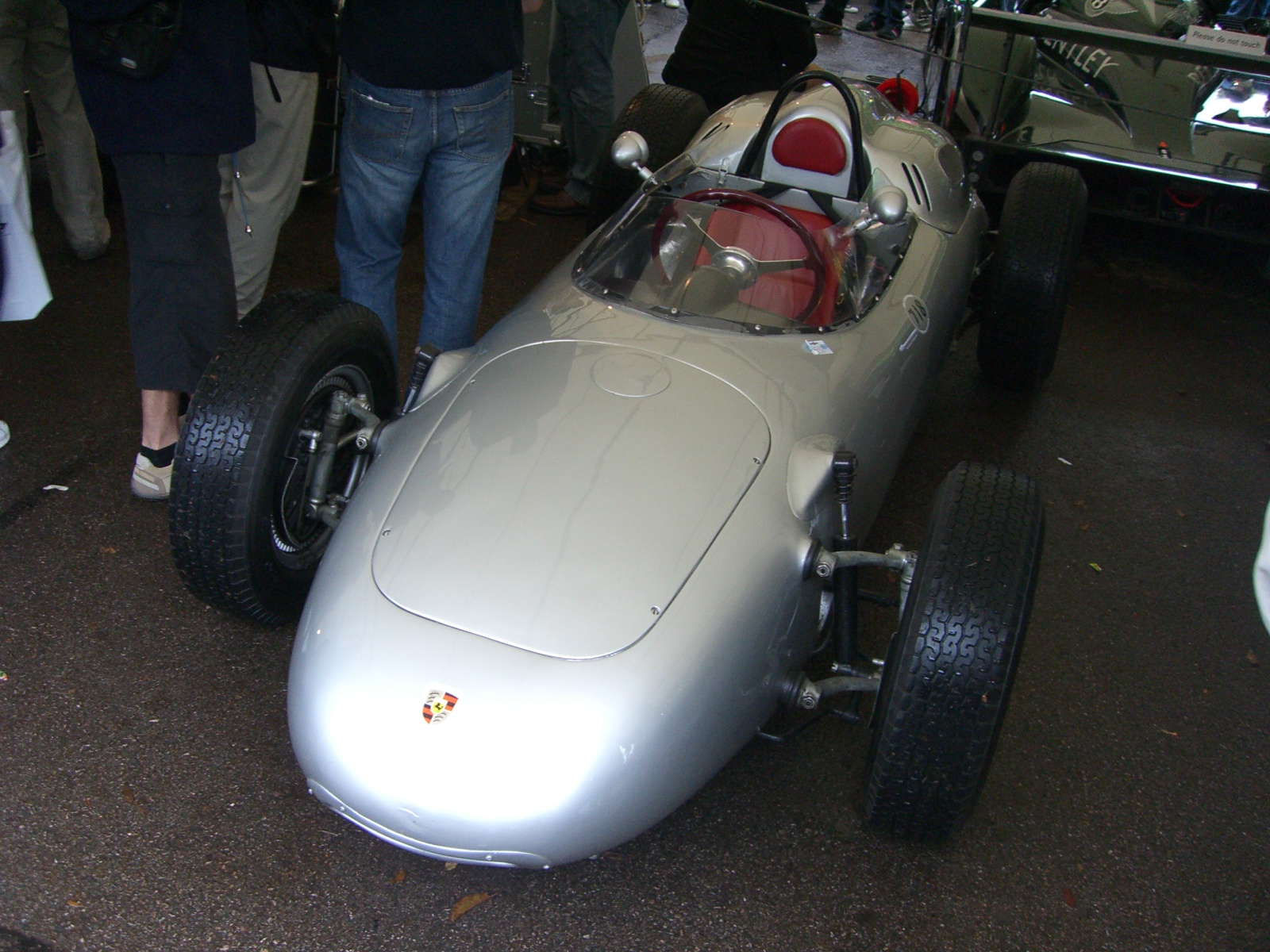
La Porsche 718, une Formule 2 devenue Formule 1.

Fort de ses bons résultats en Formule 2 la saison précédente avec ses monoplaces 718-2, le constructeur de Stuttgart est logiquement passé à la catégorie supérieure, s’appuyant toujours sur son modèle 718 en attendant la sortie prochaine d'une nouvelle monoplace à moteur huit cylindres. Par rapport à la version F2, la 718 a reçu quelques améliorations au niveau de la suspension et du profilage arrière. Son moteur à quatre cylindres à plat refroidi par air, alimenté par un système d'injection mécanique Kugelfischer, développe maintenant 170 chevaux à 9000 tr/min. Cette voiture de 450 kg est dotée d'une boîte de vitesses à six rapports. La 718 aurait dû être remplacée par la 787, apparue en début de saison, utilisant la même mécanique mais dotée d'un nouveau châssis, monoplace qui s'est révélée à l'usage moins performante que sa devancière et que l'usine a renoncé à exploiter. Aux mains de Joakim Bonnier et de Dan Gurney, les 718 continuent donc à animer le peloton.
- Porsche 718 privée

Le pilote néerlandais Carel Godin de Beaufort dispute la saison 1961 sur la 718-2 utilisée par Graham Hill en 1960 pour les courses de Formule 2, qu'il a rachetée à l'usine. Cette voiture ne bénéficie pas des dernières évolutions techniques de la marque, et s'avère moins performante que les deux monoplaces officielles.
- Ferguson P99

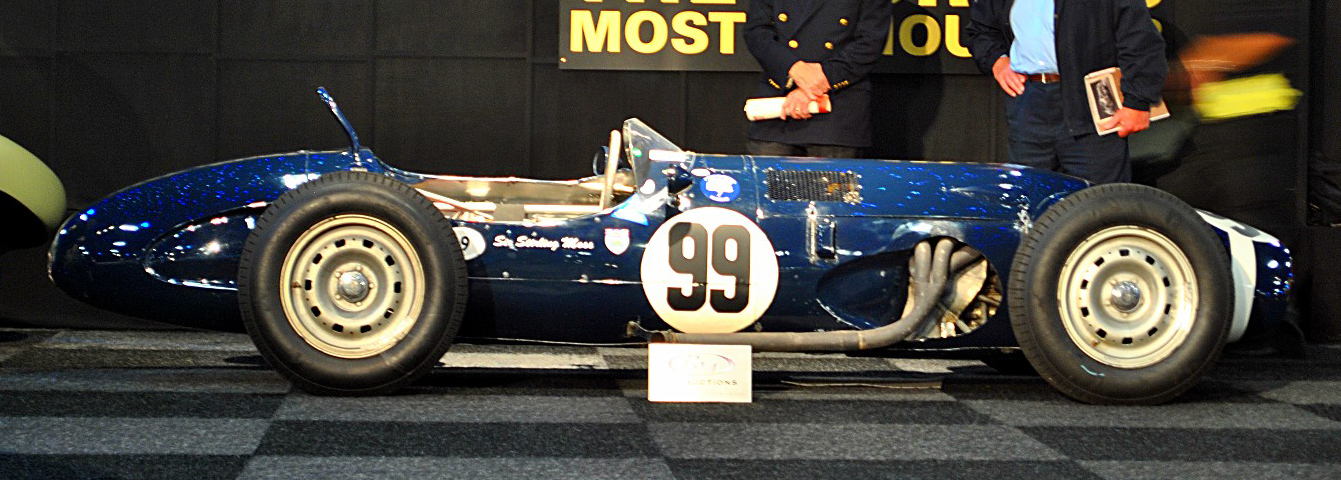
L'originale Ferguson P99 à transmission intégrale, seule monoplace du plateau à moteur avant.

Conçue au sein de Ferguson Research Ltd., compagnie spécialisée dans les systèmes à quatre roues motrices, par l'ancien pilote Tony Rolt et l'ingénieur Claude Hill (auparavant directeur technique d'Aston Martin), la Ferguson P99 a été développée à partir de 1960 dans le but de démontrer les avantages de la transmission intégrale. Pour des raisons de répartition des masses et d'implantation des éléments de transmission, le moteur a été placé à l'avant, alors que toutes les autres voitures de formule 1 ont désormais le moteur placé en position centrale arrière). Comme les autres monoplaces britanniques, elle utilise le quatre cylindres Climax FPF (la version 2500 cm3 correspondant à l'ancienne réglementation F1 peut être également montée pour les courses de Formule Intercontinentale). La transmission comporte un différentiel classique sur chaque essieu, et un différentiel central à action contrôlée, répartissant la puissance entre chaque pont. La boîte de vitesses Colotti est à cinq rapports. Le freinage est assuré par quatre freins à disques «inboard», mais le système anti-blocage des roues Dunlop-Maxaret, tel qu'utilisé sur les avions, initialement testé, n'a pas été retenu. L'ensemble pèse 570 kg à vide, soit 120 de plus que le minimum imposé, le surpoids étant dû aux éléments de transmission supplémentaires. La P99 a fait sa première apparition en course début juillet lors du British Empire Trophy, sous la Formule Intercontinentale, équipée du moteur 2500 cm3. Engagée par Rob Walker, elle était aux mains de Jack Fairman, qui se montra peu à l'aise à son volant, la voiture demandant un style de pilotage totalement différent de celui des monoplaces traditionnelles. Qualifié à plus de cinq secondes de la Cooper de John Surtees, il ne put exploiter les qualités de la voiture sous la pluie, sortant de la route au deuxième tour à cause d'un problème de boîte de vitesse. Pour la course d'Aintree, la P99 équipée cette fois du Climax FPF MkII 1500 cm3 (152 chevaux) est à nouveau confiée à l'équipe de Rob Walker et toujours aux mains de Fairman, Stirling Moss étant inscrit comme pilote suppléant.
- Gilby

Monoplace artisanale conçue par Sid Greene, la Gilby est une monoplace animée par le moteur Climax FPF, accouplé à une boîte de vitesses Colotti à cinq rapports. Son châssis tubulaire très léger permet à la voiture d'être au poids minimum de 450 kg. Elle est pilotée par Keith Greene, le fils du concepteur.
- Emeryson

L'Équipe nationale belge avait initialement engagé une de ses deux Emeryson MkI à moteur Maserati (quatre cylindres, 142 chevaux) pour Olivier Gendebien, mais les problèmes rencontrés aux essais du dernier Grand Prix de Belgique ont conduit au forfait de cette écurie.

## Coureurs inscrits
| no | Pilote                     | Écurie                     | Constructeur | Modèle       | Moteur                      | Pneumatiques |
| -- | -------------------------- | -------------------------- | ------------ | ------------ | --------------------------- | ------------ |
| 2  | Phil Hill                  | Ferrari SEFAC              | Ferrari      | Ferrari 156  | Ferrari 178 V6 (120°)       | D            |
| 4  | Wolfgang von Trips         | Ferrari SEFAC              | Ferrari      | Ferrari 156  | Ferrari 178 V6 (120°)       | D            |
| 6  | Richie Ginther             | Ferrari SEFAC              | Ferrari      | Ferrari 156  | Ferrari 178 V6 (120°)       | D            |
| 8  | Joakim Bonnier             | Porsche System Engineering | Porsche      | Porsche 718  | Porsche 547/3 F4            | D            |
| 10 | Dan Gurney                 | Porsche System Engineering | Porsche      | Porsche 718  | Porsche 547/3 F4            | D            |
| 12 | Jack Brabham               | Cooper Car Company         | Cooper       | Cooper T55   | Coventry Climax FPF MkII L4 | D            |
| 14 | Bruce McLaren              | Cooper Car Company         | Cooper       | Cooper T55   | Coventry Climax FPF MkII L4 | D            |
| 16 | Innes Ireland              | Team Lotus                 | Lotus        | Lotus 21     | Coventry Climax FPF MkII L4 | D            |
| 18 | Jim Clark                  | Team Lotus                 | Lotus        | Lotus 21     | Coventry Climax FPF MkII L4 | D            |
| 20 | Graham Hill                | Owen Racing Organisation   | BRM          | BRM P48/57   | Coventry Climax FPF MkII L4 | D            |
| 22 | Tony Brooks                | Owen Racing Organisation   | BRM          | BRM P48/57   | Coventry Climax FPF MkII L4 | D            |
| 24 | Olivier Gendebien          | Équipe nationale belge     | Emeryson     | Emeryson MkI | Maserati Tipo 6-1500 L4     | D            |
| 26 | Jack Fairman Stirling Moss | Rob Walker Racing Team     | Ferguson     | Ferguson P99 | Coventry Climax FPF MkII L4 | D            |
| 28 | Stirling Moss              | Rob Walker Racing Team     | Lotus        | Lotus 18/21  | Coventry Climax FPF MkII L4 | D            |
| 30 | Henry Taylor               | UDT Laystall Racing        | Lotus        | Lotus 18/21  | Coventry Climax FPF MkII L4 | D            |
| 32 | Lucien Bianchi             | UDT Laystall Racing        | Lotus        | Lotus 18/21  | Coventry Climax FPF MkII L4 | D            |
| 34 | John Surtees               | Yeoman Credit Racing Team  | Cooper       | Cooper T53   | Coventry Climax FPF MkII L4 | D            |
| 36 | Roy Salvadori              | Yeoman Credit Racing Team  | Cooper       | Cooper T53   | Coventry Climax FPF MkII L4 | D            |
| 38 | Tim Parnell                | Privé                      | Lotus        | Lotus 18     | Coventry Climax FPF MkI L4  | D            |
| 40 | Gerry Ashmore              | Privé                      | Lotus        | Lotus 18     | Coventry Climax FPF MkI L4  | D            |
| 42 | Masten Gregory             | Camoradi International     | Cooper       | Cooper T53   | Coventry Climax FPF MkII L4 | D            |
| 44 | Ian Burgess                | Camoradi International     | Lotus        | Lotus 18     | Coventry Climax FPF MkII L4 | D            |
| 46 | Jackie Lewis               | H&L Motors                 | Cooper       | Cooper T53   | Coventry Climax FPF MkII L4 | D            |
| 48 | Tony Marsh                 | Privé                      | Lotus        | Lotus 18     | Coventry Climax FPF MkI L4  | D            |
| 50 | Tony Maggs                 | Louise Bryden-Brown        | Lotus        | Lotus 18     | Coventry Climax FPF MkII L4 | D            |
| 52 | Wolfgang Seidel            | Scuderia Colonia           | Lotus        | Lotus 18     | Coventry Climax FPF MkI L4  | D            |
| 54 | Keith Greene               | Gilby Engineering          | Gilby        | Gilby '61'   | Coventry Climax FPF MkI L4  | D            |
| 56 | Carel Godin de Beaufort    | Ecurie Maarsbergen         | Porsche      | Porsche 718  | Porsche 547/3 F4            | D            |
| 58 | Giancarlo Baghetti         | Scuderia Sant Ambroeus     | Ferrari      | Ferrari 156  | Ferrari 178 V6 (65°)        | D            |
| 60 | Lorenzo Bandini            | Scuderia Centro Sud        | Cooper       | Cooper T53   | Maserati Tipo 6-1500 L4     | D            |
| 62 | Massimo Natili             | Scuderia Centro Sud        | Cooper       | Cooper T51   | Maserati Tipo 6-1500 L4     | D            |

## Qualifications
Quatre sessions qualificatives d'une heure sont prévues, deux le jeudi après-midi et deux le vendredi après-midi précédant la course. C'est la première fois que ce circuit est utilisé pour les F1 1500 cm3, mais les courses de F2 de la saison précédente ont donné un aperçu du niveau de performance qui pouvait être atteint cette année.

### Première séance - jeudi 13 juillet
La première séance d'essais débute le jeudi à 13 heures. La piste est parfaitement sèche et, bien que découvrant tous trois la piste, les pilotes de la Scuderia Ferrari se montrent d'emblée très à l'aise. Richie Ginther et Phil Hill réalisent un temps identique, à près de 144 km/h de moyenne, approchant le temps de référence (deux minutes) établi par John Surtees l'année précédente sur sa Cooper de Formule 2 lors du BARC Aintree 200. Seul Joakim Bonnier, qui a déjà couru avec sa Porsche sur ce circuit, parvient en fin de séance à égaler la performance des deux pilotes américains, devançant la Lotus d'Innes Ireland et la Cooper de Surtees. Sixième sur la troisième Ferrari, Wolfgang von Trips est un peu en retrait de ses coéquipiers.
| Pos. | Pilote                  | Écurie          | Temps        | Écart    |
| ---- | ----------------------- | --------------- | ------------ | -------- |
| 1    | Richie Ginther          | Ferrari         | 2 min 00 s 8 |          |
| 2    | Phil Hill               | Ferrari         | 2 min 00 s 8 |          |
| 3    | Joakim Bonnier          | Porsche         | 2 min 00 s 8 |          |
| 4    | Innes Ireland           | Lotus-Climax    | 2 min 01 s 2 | + 0 s 4  |
| 5    | John Surtees            | Cooper-Climax   | 2 min 01 s 2 | + 0 s 4  |
| 6    | Wolfgang von Trips      | Ferrari         | 2 min 01 s 4 | + 0 s 6  |
| 7    | Graham Hill             | BRM-Climax      | 2 min 01 s 4 | + 0 s 6  |
| 8    | Dan Gurney              | Porsche         | 2 min 01 s 6 | + 0 s 8  |
| 9    | Roy Salvadori           | Cooper-Climax   | 2 min 02 s 0 | + 1 s 2  |
| 10   | Tony Brooks             | BRM-Climax      | 2 min 02 s 2 | + 1 s 4  |
| 11   | Masten Gregory          | Cooper-Climax   | 2 min 02 s 8 | + 2 s 0  |
| 12   | Henry Taylor            | Lotus-Climax    | 2 min 03 s 2 | + 2 s 4  |
| 13   | Jim Clark               | Lotus-Climax    | 2 min 03 s 8 | + 3 s 0  |
| 14   | Jackie Lewis            | Cooper-Climax   | 2 min 03 s 8 | + 3 s 0  |
| 15   | Lorenzo Bandini         | Cooper-Maserati | 2 min 05 s 6 | + 4 s 8  |
| 16   | Jack Fairman            | Ferguson-Climax | 2 min 05 s 8 | + 5 s 0  |
| 17   | Giancarlo Baghetti      | Ferrari         | 2 min 06 s 0 | + 5 s 2  |
| 18   | Carel Godin de Beaufort | Porsche         | 2 min 06 s 2 | + 5 s 4  |
| 19   | Wolfgang Seidel         | Lotus-Climax    | 2 min 06 s 4 | + 5 s 6  |
| 20   | Keith Greene            | Gilby-Climax    | 2 min 07 s 4 | + 6 s 6  |
| 21   | Tim Parnell             | Lotus-Climax    | 2 min 23 s 0 | + 22 s 2 |
| 22   | Tony Maggs              | Lotus-Climax    | 2 min 28 s 8 | + 28 s 0 |
| 23   | Massimo Natili          | Cooper-Maserati | 2 min 51 s 4 | + 50 s 6 |

### Deuxième séance - jeudi 13 juillet
Les qualifications reprennent à seize heures, après les essais des voitures de grand tourisme. Les Ferrari dominent à nouveau la séance, tournant régulièrement sous la barre des deux minutes, mais les écarts avec leurs concurrentes se sont réduits. À la fin de la journée, les trois coéquipiers de la Scuderia ont réalisé le même meilleur temps, à la moyenne de 146,3 km/h. Phil Hill est le premier à avoir établi ce temps de référence, aussitôt égalé par Ginther, puis par Bonnier une nouvelle fois au niveau des meilleurs avec son ancienne Porsche et enfin par Trips. Au volant de sa Lotus, Stirling Moss ne leur a concédé que deux dixièmes de seconde, tout comme Tony Brooks sur sa BRM. En considérant les Lotus d'Innes Ireland et de Jim Clark ainsi que les Cooper de Jack Brabham et John Surtees, dix pilotes au total sont parvenus à descendre sous la barre des deux minutes au tour. Moss a brièvement essayé la Ferguson de Jack Fairman, dont il a immédiatement tiré un meilleur parti que son coéquipier, se montrant, à 144,1 km/h de moyenne, près de trois secondes plus rapide que lui !
| Pos. | Pilote                  | Écurie          | Temps        | Écart    |
| ---- | ----------------------- | --------------- | ------------ | -------- |
| 1    | Phil Hill               | Ferrari         | 1 min 58 s 8 |          |
| 2    | Richie Ginther          | Ferrari         | 1 min 58 s 8 |          |
| 3    | Joakim Bonnier          | Porsche         | 1 min 58 s 8 |          |
| 4    | Wolfgang von Trips      | Ferrari         | 1 min 58 s 8 |          |
| 5    | Stirling Moss           | Lotus-Climax    | 1 min 59 s 0 | + 0 s 2  |
| 6    | Tony Brooks             | BRM-Climax      | 1 min 59 s 0 | + 0 s 2  |
| 7    | Innes Ireland           | Lotus-Climax    | 1 min 59 s 2 | + 0 s 4  |
| 8    | Jim Clark               | Lotus-Climax    | 1 min 59 s 2 | + 0 s 4  |
| 9    | Jack Brabham            | Cooper-Climax   | 1 min 59 s 4 | + 0 s 6  |
| 10   | John Surtees            | Cooper-Climax   | 1 min 59 s 6 | + 0 s 8  |
| 11   | Graham Hill             | BRM-Climax      | 2 min 00 s 0 | + 1 s 2  |
| 12   | Dan Gurney              | Porsche         | 2 min 00 s 2 | + 1 s 4  |
| 13   | Roy Salvadori           | Cooper-Climax   | 2 min 00 s 8 | + 2 s 0  |
| 14   | Bruce McLaren           | Cooper-Climax   | 2 min 01 s 0 | + 2 s 2  |
| 15   | Jackie Lewis            | Cooper-Climax   | 2 min 01 s 0 | + 2 s 2  |
| 16   | Masten Gregory          | Cooper-Climax   | 2 min 01 s 4 | + 2 s 6  |
| 17   | Henry Taylor            | Lotus-Climax    | 2 min 01 s 8 | + 3 s 0  |
| 18   | Carel Godin de Beaufort | Porsche         | 2 min 02 s 0 | + 3 s 2  |
| 19   | Giancarlo Baghetti      | Ferrari         | 2 min 02 s 0 | + 3 s 2  |
| 20   | Jack Fairman            | Ferguson-Climax | 2 min 03 s 4 | + 4 s 6  |
| 21   | Lorenzo Bandini         | Cooper-Maserati | 2 min 03 s 6 | + 4 s 8  |
| 22   | Wolfgang Seidel         | Lotus-Climax    | 2 min 04 s 2 | + 5 s 4  |
| 23   | Keith Greene            | Gilby-Climax    | 2 min 06 s 0 | + 7 s 2  |
| 24   | Tony Maggs              | Lotus-Climax    | 2 min 06 s 4 | + 7 s 6  |
| 25   | Ian Burgess             | Lotus-Climax    | 2 min 06 s 6 | + 7 s 8  |
| 26   | Gerry Ashmore           | Lotus-Climax    | 2 min 08 s 2 | + 9 s 4  |
| 27   | Massimo Natili          | Cooper-Maserati | 2 min 10 s 2 | + 11 s 4 |

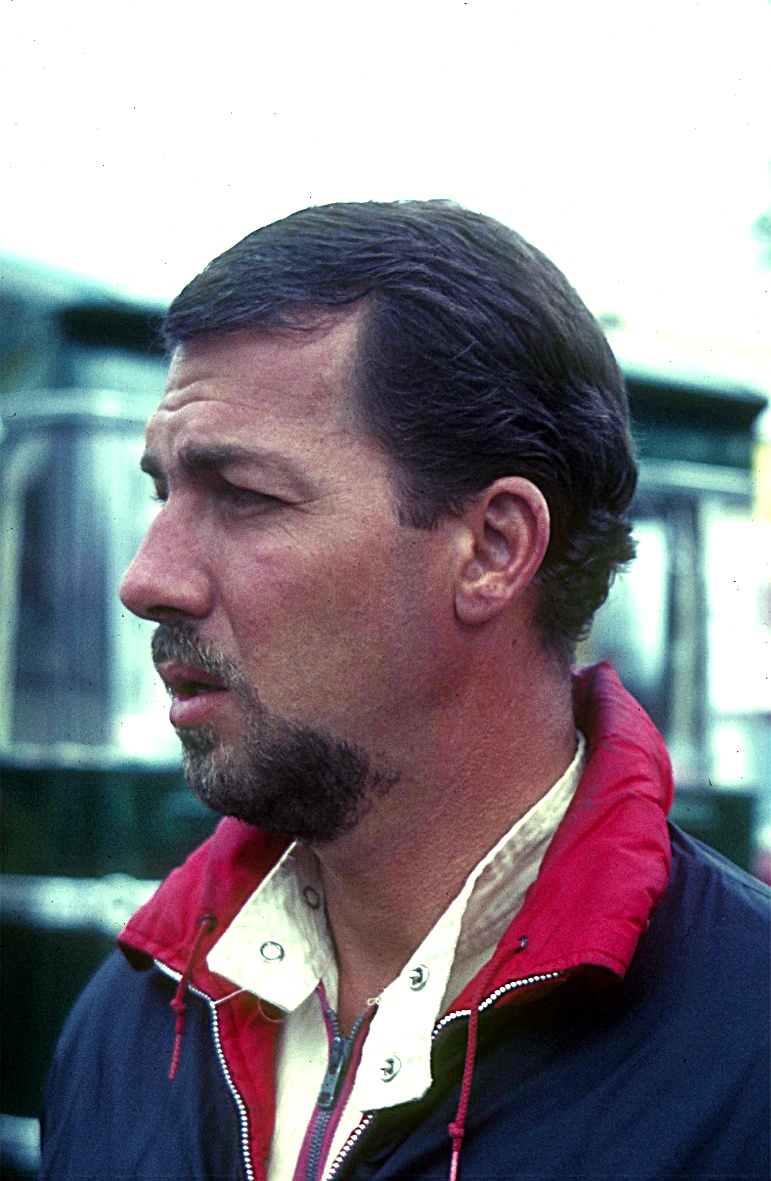
Joakim Bonnier a réussi à hisser son ancienne Porsche au niveau des Ferrari.

- Stirling Moss a également essayé la Ferguson de Jack Fairman, accomplissant son meilleur tour en 2 min 00 s 6 sur cette voiture.
- John Surtees a accompli son meilleur tour sur sa voiture de réserve, quatre dixième de secondes plus vite que sur sa voiture de course.

### Troisième séance - vendredi 14 juillet
La météeo est menaçante le vendredi en début d'après-midi, avec ciel couvert et vent. À treize heures la piste est encore sèche au moment où commence la séance, et Moss est le premier à sortir des stans, au volant de la Ferguson de Fairman. Il n'a pas le temps d'améliorer son temps de la veille sur cette voiture avant que la pluie ne fasse son apparition ; il ne sera cependant pas battu au cours de cette session, les autres pilotes n'ayant pas eu l'opportunité de rouler sur le sec. Malgré l'impossibilité d'améliorer les performances de la veille, nombreux sont les pilotes à tourner au cours de cette heure, testant voiture et pneumatiques en prévision d'un Grand Prix sous la pluie.
| Pos. | Pilote                  | Écurie          | Temps        | Écart    |
| ---- | ----------------------- | --------------- | ------------ | -------- |
| 1    | Stirling Moss           | Ferguson-Climax | 2 min 01 s 6 |          |
| 2    | Roy Salvadori           | Cooper-Climax   | 2 min 05 s 6 | + 4 s 0  |
| 3    | Wolfgang von Trips      | Ferrari         | 2 min 06 s 0 | + 4 s 4  |
| 4    | Richie Ginther          | Ferrari         | 2 min 08 s 4 | + 6 s 8  |
| 5    | John Surtees            | Cooper-Climax   | 2 min 10 s 2 | + 8 s 6  |
| 6    | Jim Clark               | Lotus-Climax    | 2 min 11 s 0 | + 9 s 4  |
| 7    | Joakim Bonnier          | Porsche         | 2 min 11 s 6 | + 10 s 0 |
| 8    | Graham Hill             | BRM-Climax      | 2 min 12 s 0 | + 10 s 4 |
| 9    | Jack Fairman            | Ferguson-Climax | 2 min 18 s 6 | + 13 s 0 |
| 10   | Bruce McLaren           | Cooper-Climax   | 2 min 15 s 4 | + 13 s 8 |
| 11   | Phil Hill               | Ferrari         | 2 min 15 s 8 | + 14 s 2 |
| 12   | Tony Maggs              | Lotus-Climax    | 2 min 15 s 8 | + 14 s 2 |
| 13   | Tony Brooks             | BRM-Climax      | 2 min 18 s 0 | + 16 s 4 |
| 14   | Giancarlo Baghetti      | Ferrari         | 2 min 18 s 6 | + 17 s 0 |
| 15   | Dan Gurney              | Porsche         | 2 min 18 s 8 | + 17 s 2 |
| 16   | Henry Taylor            | Lotus-Climax    | 2 min 19 s 8 | + 18 s 2 |
| 17   | Lorenzo Bandini         | Cooper-Maserati | 2 min 23 s 0 | + 21 s 4 |
| 18   | Jack Brabham            | Cooper-Climax   | 2 min 25 s 0 | + 23 s 4 |
| 19   | Henry Taylor            | Lotus-Climax    | 2 min 25 s 6 | + 24 s 0 |
| 20   | Ian Burgess             | Lotus-Climax    | 2 min 26 s 2 | + 24 s 6 |
| 21   | Carel Godin de Beaufort | Porsche         | 2 min 27 s 0 | + 25 s 4 |
| 22   | Lucien Bianchi          | Lotus-Climax    | 2 min 29 s 0 | + 27 s 4 |
| 23   | Jackie Lewis            | Cooper-Climax   | 2 min 29 s 2 | + 27 s 6 |
| 24   | Masten Gregory          | Cooper-Climax   | 2 min 30 s 2 | + 28 s 6 |
| 25   | Gerry Ashmore           | Lotus-Climax    | 2 min 30 s 2 | + 28 s 6 |
| 26   | Innes Ireland           | Lotus-Climax    | 2 min 42 s 2 | + 40 s 6 |

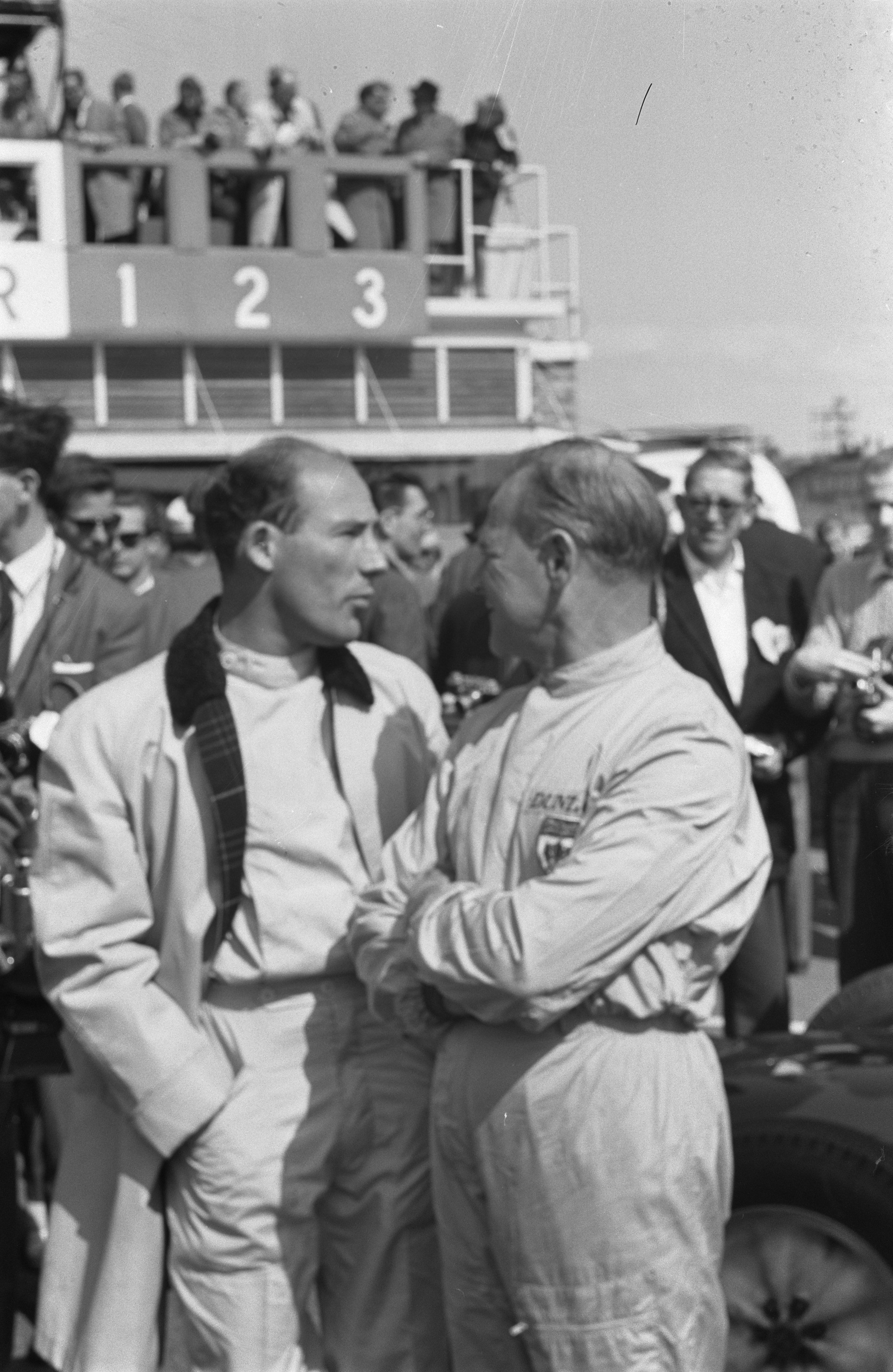
En piste avant la première averse, Stirling Moss (à gauche sur la photo) sera le plus rapide de la séance sur la Ferguson de son coéquipier Fairman.

- Stirling Moss a réalisé le meilleur temps de la séance sur la Ferguson de Jack Fairman, au moment où la piste était encore sèche, mais a également tourné sur sa Lotus, avec un meilleur tour en 2 min 16 s 0 sur la piste détrempée.

### Quatrième séance - vendredi 14 juillet
La piste est toujours détrempée pour la dernière séance d'essais, en fin d'après-midi. Déjà les plus rapides sur sec, les Ferrari démontrent également leur supériorité sous la pluie, Phil Hill réalisant le meilleur temps devant ses coéquipiers. Derrière, les Cooper ont mis en évidence leur aisance sous la pluie, Roy Salvadori devançant son coéquipier Surtees et Brabham. À une exception près, la grille de départ est établie suivant les temps de la veille, Phil Hill se plaçant à la corde de la première ligne au côté de Ginther et Bonnier, et devant Trips et Moss.
| Pos. | Pilote                  | Écurie          | Temps        | Écart    |
| ---- | ----------------------- | --------------- | ------------ | -------- |
| 1    | Phil Hill               | Ferrari         | 2 min 05 s 8 |          |
| 2    | Wolfgang von Trips      | Ferrari         | 2 min 06 s 2 | + 0 s 4  |
| 3    | Richie Ginther          | Ferrari         | 2 min 06 s 4 | + 0 s 6  |
| 4    | Roy Salvadori           | Cooper-Climax   | 2 min 07 s 0 | + 1 s 2  |
| 5    | John Surtees            | Cooper-Climax   | 2 min 07 s 4 | + 1 s 6  |
| 6    | Jack Brabham            | Cooper-Climax   | 2 min 07 s 6 | + 1 s 8  |
| 7    | Stirling Moss           | Lotus-Climax    | 2 min 08 s 0 | + 2 s 2  |
| 8    | Bruce McLaren           | Cooper-Climax   | 2 min 09 s 2 | + 3 s 4  |
| 9    | Tony Brooks             | BRM-Climax      | 2 min 09 s 4 | + 3 s 6  |
| 10   | Henry Taylor            | Lotus-Climax    | 2 min 09 s 6 | + 3 s 8  |
| 11   | Dan Gurney              | Porsche         | 2 min 10 s 0 | + 4 s 2  |
| 12   | Graham Hill             | BRM-Climax      | 2 min 11 s 2 | + 5 s 4  |
| 13   | Jim Clark               | Lotus-Climax    | 2 min 11 s 6 | + 5 s 8  |
| 14   | Joakim Bonnier          | Porsche         | 2 min 12 s 4 | + 6 s 6  |
| 15   | Lorenzo Bandini         | Cooper-Maserati | 2 min 12 s 4 | + 6 s 6  |
| 16   | Giancarlo Baghetti      | Ferrari         | 2 min 12 s 8 | + 7 s 0  |
| 17   | Carel Godin de Beaufort | Porsche         | 2 min 13 s 0 | + 7 s 2  |
| 18   | Henry Taylor            | Lotus-Climax    | 2 min 13 s 6 | + 7 s 8  |
| 19   | Innes Ireland           | Lotus-Climax    | 2 min 13 s 8 | + 8 s 0  |
| 20   | Wolfgang Seidel         | Lotus-Climax    | 2 min 15 s 2 | + 9 s 4  |
| 21   | Tony Maggs              | Lotus-Climax    | 2 min 17 s 2 | + 11 s 4 |
| 22   | Lucien Bianchi          | Lotus-Climax    | 2 min 18 s 8 | + 13 s 0 |
| 23   | Ian Burgess             | Lotus-Climax    | 2 min 19 s 0 | + 13 s 2 |
| 24   | Masten Gregory          | Cooper-Climax   | 2 min 29 s 8 | + 24 s 0 |
| 25   | Massimo Natili          | Cooper-Maserati | 2 min 38 s 8 | + 33 s 0 |

## Grille de départ du Grand Prix
| 1re ligne | Pos. 1                       |                               | Pos. 2                       |                               | Pos. 3                        |
|           | P. Hill Ferrari 1 min 58 s 8 |                               | Ginther Ferrari 1 min 58 s 8 |                               | Bonnier Porsche 1 min 58 s 8  |
| 2e ligne  |                              | Pos. 4                        |                              | Pos. 5                        |                               |
|           |                              | Trips Ferrari 1 min 58 s 8    |                              | Moss Lotus 1 min 59 s 0       |                               |
| 3e ligne  | Pos. 6                       |                               | Pos. 7                       |                               | Pos. 8                        |
|           | Brooks BRM 1 min 59 s 0      |                               | Ireland Lotus 1 min 59 s 2   |                               | Clark Lotus 1 min 59 s 2      |
| 4e ligne  |                              | Pos. 9                        |                              | Pos. 10                       |                               |
|           |                              | Brabham Cooper 1 min 59 s 4   |                              | Surtees Cooper 1 min 59 s 6   |                               |
| 5e ligne  | Pos. 11                      |                               | Pos. 12                      |                               | Pos. 13                       |
|           | G. Hill BRM 2 min 00 s 0     |                               | Gurney Porsche 2 min 00 s 2  |                               | Salvadori Cooper 2 min 00 s 8 |
| 6e ligne  |                              | Pos. 14                       |                              | Pos. 15                       |                               |
|           |                              | McLaren Cooper 2 min 01 s 0   |                              | Lewis Cooper 2 min 01 s 0     |                               |
| 7e ligne  | Pos. 16                      |                               | Pos. 17                      |                               | Pos. 18                       |
|           | Gregory Cooper 2 min 01 s 4  |                               | H. Taylor Lotus 2 min 01 s 8 |                               | Beaufort Porsche 2 min 02 s 0 |
| 8e ligne  |                              | Pos. 19                       |                              | Pos. 20                       |                               |
|           |                              | Baghetti Ferrari 2 min 02 s 0 |                              | Fairman Ferguson 2 min 03 s 4 |                               |
| 9e ligne  | Pos. 21                      |                               | Pos. 22                      |                               | Pos. 23                       |
|           | Bandini Cooper 2 min 03 s 6  |                               | Seidel Lotus 2 min 04 s 2    |                               | Greene Gilby 2 min 06 s 0     |
| 10e ligne |                              | Pos. 24                       |                              | Pos. 25                       |                               |
|           |                              | Maggs Lotus 2 min 06 s 4      |                              | Burgess Lotus 2 min 06 s 6    |                               |
| 11e ligne | Pos. 26                      |                               | Pos. 27                      |                               | Pos. 28                       |
|           | Ashmore Lotus 2 min 08 s 2   |                               | Marsh Lotus 2 min 09 s 6     |                               | Natili Cooper 2 min 10 s 2    |
| 12e ligne |                              | Pos. 29                       |                              | Pos. 30                       |                               |
|           |                              | Parnell Lotus 2 min 16 s 8    |                              | Bianchi Lotus 2 min 18 s 8    |                               |

## Déroulement de la course

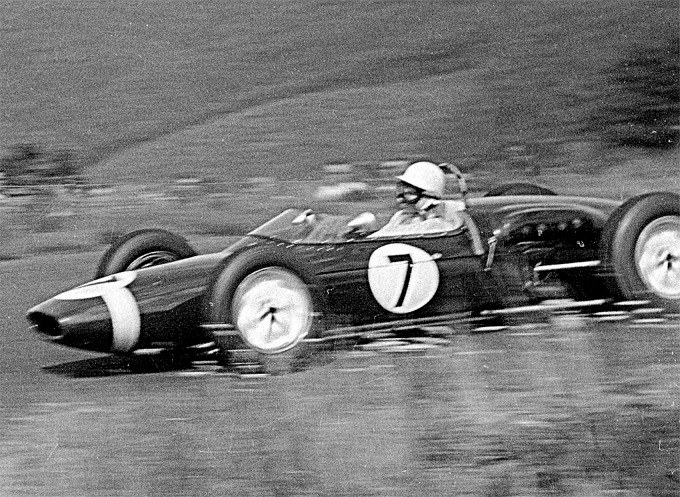
La Lotus 18/21 de Stirling Moss, le seul pilote à contester la suprématie des Ferrari en course.

Le samedi après-midi, vers quatorze heures, de fortes averses s'abattent sur le circuit. Aussi au moment du départ, une demi-heure plus tard, tous les concurrents ont-ils monté des pneus pluie. Au baisser du drapeau, les trois Ferrari officielles prennent immédiatement l'avantage, Phil Hill devançant ses coéquipiers Wolfgang von Trips et Richie Ginther. Viennent ensuite la Lotus de Stirling Moss et la Porsche de Joakim Bonnier, qui emmènent le peloton. Les voitures repassent dans cet ordre devant les stands, Phill Hill possédant quelques mètres d'avance sur ses poursuivants. La piste est très glissante et, au cours du deuxième tour, la Lotus d'Innes Ireland, alors en dixième position, fait un tête-à-queue ; le pilote britannique parvient à repartir, mais il est relégué en queue de peloton. En tête, Phil Hill a porté son avance à plus de deux secondes, les deux autres Ferrari officielles étant toujours talonnées par Moss. Graham Hill (BRM) et Jack Brabham (Cooper) dépassent peu après la Lotus de Jim Clark et la Porsche de Bonnier, accédant aux cinquième et sixième places. L'ordre des quatre premiers, qui se sont détachés du reste de la meute, demeure inchangé jusqu'au sixième tour, au cours duquel Ginther part en tête-à-queue ; reparti aussitôt, il perd une place au profit de Moss. Pratiquement au même moment, Henry Taylor perd le contrôle de sa Lotus dans le virage de Melling ; sa voiture traverse une pancarte publicitaire avant de rebondir sur la piste, où elle est évitée de justesse par les autres concurrents. Le jeune pilote britannique est immédiatement évacué vers l'hôpital, souffrant de plusieurs côtes cassées. Au tour suivant, alors qu'il rattrape les derniers attardés, Phil Hill perd un peu de temps à les dépasser , ce dont profitent Trips et Moss pour revenir dans son sillage. Peu avant le virage de Tatts, les trois voitures de tête, groupées, débordent la Gilby de Keith Greene et Trips parvient à aborder la courbe avec la meilleure trajectoire, en ressortant le premier juste devant Hill et Moss. Une boucle plus tard, Moss est littéralement collé à la Ferrari de Hill, qu'il finit par passer au cours du dixième tour, sous les ovations du public.
Désormais second derrière Trips, Moss va dès lors rester en permanence dans son sillage, essayant à plusieurs reprises de le dépasser. Les deux hommes prennent rapidement du champ sur Phil Hill, qui se trouve bientôt isolé à une dizaine de secondes derrière eux. Quatrième, Ginther compte vingt secondes de retard sur la Ferrari de tête, alors que Graham Hill et Brabham, qui se disputent la cinquième place, sont beaucoup plus loin. Malgré les nombreuses attaques de Moss pour s'emparer du commandement, son adversaire résiste parfaitement, ne commettant aucune erreur ; au vingt-cinquième tour, alors qu'il effectue une nouvelle tentative de dépassement au virage de Melling, Moss, surpris par une flaque d'eau, amorce un tête-à-queue ; ses dons d'acrobate vont permettre au champion britannique de se sortir d'une situation périlleuse, mais lorsqu'il parvient à reprendre sa trajectoire il se retrouve à dix secondes de Trips, conservant toutefois sa deuxième place avec une certaine marge sur Phil Hill, sur qui Ginther revient peu à peu. L'écart entre les deux hommes de tête va dès lors se stabiliser, Moss, roulant maintenant isolé, ne parvenant pas à réduire son retard. À la mi-course, une bonne dizaine de secondes sépare toujours les deux premiers, alors que la pluie a totalement cessé et que la trajectoire commence à sécher, permettant aux Ferrari de tirer avantage de leur puissance supérieure. Ginther vient de déposséder Phil Hill (qui a nettement ralenti après avoir frôlé la sortie de piste dans le virage de Melling) de la troisième place. Brabham, cinquième, a distancé Graham Hill ; il est revenu à dix secondes des deux Américains. Les conditions de pistes s'améliorent rapidement et Trips accroît rapidement son avance sur Moss, qui perd bientôt la seconde place au profit de Ginther, alors que Clark a dépassé Graham Hill, dont la monoplace a perdu de la puissance. Le pilote BRM va abandonner quelques tours plus tard, moteur hors d'usage. En difficulté avec ses freins, Moss a nettement ralenti et se fait irrémédiablement dépasser par Phil Hill, avant de renoncer pour la même raison qu'au Grand Prix précédent : conduite de liquide freins rompue.
Les trois Ferrari sont largement en tête, devant Brabham qui ne peut plus suivre le rythme maintenant que la piste a en grande partie séché. Au stand de l'équipe de Rob Walker, Moss a relayé son coéquipier Jack Fairman sur la Ferguson, qui compte alors plusieurs tours de retard et est en fait disqualifiée, Fairman ayant été poussé pour redémarrer après un premier arrêt. La voiture aurait alors dû être stoppée au drapeau noir, mais les organisateurs l'avaient bienveillamment laissé tourner. Cependant, lorsque Romolo Tavoni, directeur sportif de Ferrari, s'avise que Moss en a repris le volant, il intervient immédiatement auprès de la direction de course pour la faire rentrer, et Moss est aussitôt rappelé à son stand, n'ayant pu accomplir que quelques tours. Trips compte alors une vingtaine de secondes d'avance sur ses coéquipiers, Phil Hill, plus à l'aise sur piste sèche, ayant repris la deuxième place à Ginther, qui s'est effacé, sur ordre du stand Ferrari, devant son compatriote. Quatrième, Brabham compte maintenant près d'une minute de retard. Il est suivi à quelque distance par Clark, tandis qu'un peu plus loin Roy Salvadori (Cooper) et Bonnier se disputent la sixième place. Sauf incident, Trips ne peut plus être rejoint, et la fin de course n'apportera aucun bouleversement parmi les premiers, hormis l'abandon de Clark provoqué par une fuite d'huile. Le pilote allemand de la Scuderia Ferrari remporte sa seconde victoire de la saison loin devant ses coéquipiers Hill et Ginther, et prend la tête du championnat du monde. Auteur d'une très belle course, Brabham, quatrième, obtient son meilleur résultat de la saison, tout comme Bonnier, cinquième après avoir repassé Salvadori. Pour sa seconde sortie au niveau mondial, Giancarlo Baghetti n'a pas connu la même réussite qu'à ses débuts : alors qu'il naviguait en milieu de peloton et venait de prendre un tour de retard sur Trips, le récent vainqueur du Grand Prix de France a perdu le contrôle de sa Ferrari et terminé sa course dans les rails du virage de Waterway, heureusement sans mal pour lui.

### Classements intermédiaires
Classements intermédiaires des monoplaces aux premier, deuxième, cinquième, huitième, dixième, quinzième, vingtième, trentième, trente-cinquième, quarantième, cinquantième, soixantième et soixante-cinquième tours,.

### Classement de la course

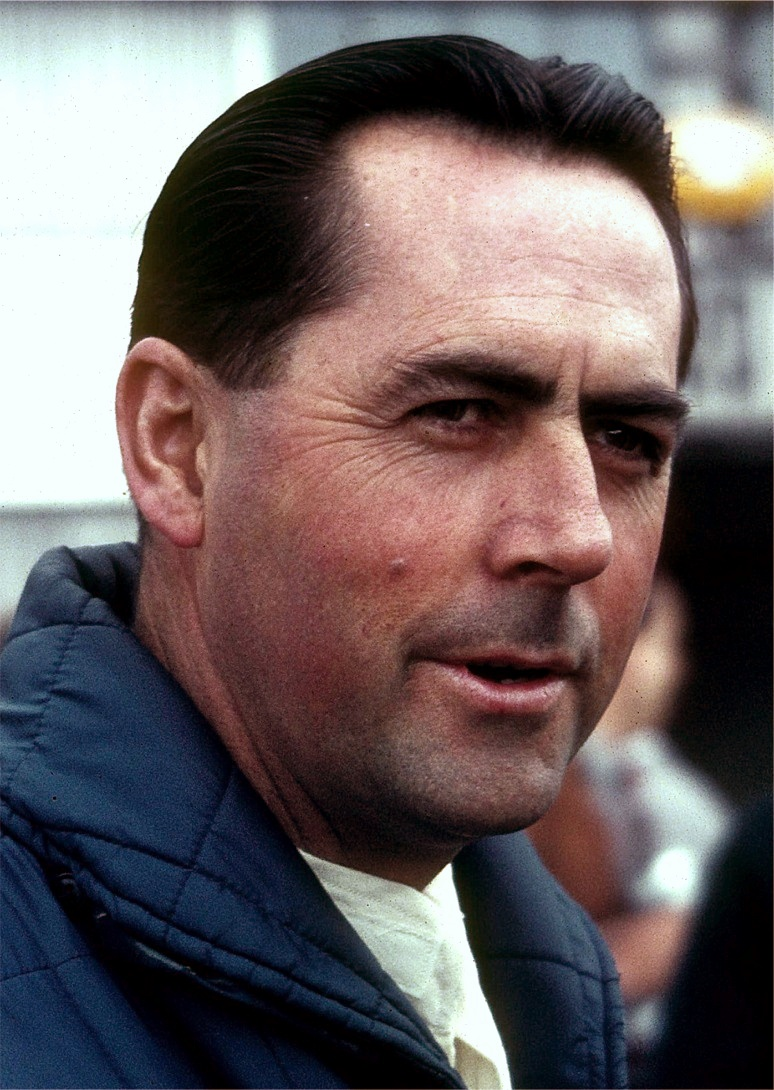
Très performant sous la pluie, Jack Brabham, quatrième, obtient son meilleur résultat de la saison.

| Pos  | No | Pilote                     | Écurie          | Tours | Temps/Abandon     | Grille | Points |
| ---- | -- | -------------------------- | --------------- | ----- | ----------------- | ------ | ------ |
| 1    | 4  | Wolfgang von Trips         | Ferrari         | 75    | 2 h 40 min 53 s 6 | 4      | 9      |
| 2    | 2  | Phil Hill                  | Ferrari         | 75    | +46 s 0           | 1      | 6      |
| 3    | 6  | Richie Ginther             | Ferrari         | 75    | +46 s 8           | 2      | 4      |
| 4    | 12 | Jack Brabham               | Cooper-Climax   | 75    | +1 min 08 s 6     | 9      | 3      |
| 5    | 8  | Jo Bonnier                 | Porsche         | 75    | +1 min 16 s 2     | 3      | 2      |
| 6    | 36 | Roy Salvadori              | Cooper-Climax   | 75    | +1 min 26 s 2     | 13     | 1      |
| 7    | 10 | Dan Gurney                 | Porsche         | 74    | +1 tour           | 12     |        |
| 8    | 14 | Bruce McLaren              | Cooper-Climax   | 74    | +1 tour           | 14     |        |
| 9    | 22 | Tony Brooks                | BRM-Climax      | 73    | +2 tours          | 6      |        |
| 10   | 16 | Innes Ireland              | Lotus-Climax    | 72    | +3 tours          | 7      |        |
| 11   | 42 | Masten Gregory             | Cooper-Climax   | 71    | +4 tours          | 16     |        |
| 12   | 60 | Lorenzo Bandini            | Cooper-Maserati | 71    | +4 tours          | 21     |        |
| 13   | 50 | Tony Maggs                 | Lotus-Climax    | 69    | +6 tours          | 24     |        |
| 14   | 44 | Ian Burgess                | Lotus-Climax    | 69    | +6 tours          | 25     |        |
| 15   | 54 | Keith Greene               | Gilby-Climax    | 69    | +6 tours          | 26     |        |
| 16   | 56 | Carel Godin de Beaufort    | Porsche         | 69    | +6 tours          | 18     |        |
| 17   | 52 | Wolfgang Seidel            | Lotus-Climax    | 58    | +17 tours         | 22     |        |
| Abd. | 18 | Jim Clark                  | Lotus-Climax    | 62    | Fuite d'huile     | 8      |        |
| Dsq. | 26 | Jack Fairman Stirling Moss | Ferguson-Climax | 56    | Disqualifié       | 20     |        |
| Abd. | 32 | Lucien Bianchi             | Lotus-Climax    | 45    | Boîte de vitesses | 30     |        |
| Abd. | 28 | Stirling Moss              | Lotus-Climax    | 44    | Freins            | 5      |        |
| Abd. | 20 | Graham Hill                | BRM-Climax      | 43    | Moteur            | 11     |        |
| Abd. | 58 | Giancarlo Baghetti         | Ferrari         | 27    | Accident          | 19     |        |
| Abd. | 48 | Tony Marsh                 | Lotus-Climax    | 25    | Allumage          | 27     |        |
| Abd. | 34 | John Surtees               | Cooper-Climax   | 23    | Différentiel      | 10     |        |
| Abd. | 38 | Tim Parnell                | Lotus-Climax    | 12    | Embrayage         | 29     |        |
| Abd. | 46 | Jackie Lewis               | Cooper-Climax   | 7     | Tenue de route    | 15     |        |
| Abd. | 40 | Gerry Ashmore              | Lotus-Climax    | 7     | Allumage          | 26     |        |
| Abd. | 30 | Henry Taylor               | Lotus-Climax    | 5     | Accident          | 17     |        |
| Abd. | 62 | Massimo Natili             | Cooper-Maserati | 0     | Boîte de vitesses | 28     |        |

Légende :
- Abd.= Abandon

### Pole position et record du tour
- Pole position :  Phil Hill en 1 min 58 s 8 (vitesse moyenne : 146,303 km/h). Temps réalisé lors de la séance d'essais du jeudi 13 juillet[17].
- Meilleur tour en course :  Tony Brooks en 1 min 57 s 8 au 72e tour (vitesse moyenne : 147,545 km/h).

### Tours en tête
- Phil Hill : 6 tours (1-6)
- Wolfgang von Trips : 69 tours (7-75)

## Classement général à l'issue de la course
- Attribution des points : 9, 6, 4, 3, 2, 1 respectivement aux six premiers de chaque épreuve.
- Pour la coupe des constructeurs, même barème à l'exception de la première place (8 points au lieu de 9) et seule la voiture la mieux classée de chaque équipe inscrit des points.
- Seuls les cinq meilleurs résultats sont comptabilisés.
- Le règlement permet aux pilotes de se relayer sur une même voiture, les points éventuellement acquis étant alors perdus pour pilotes et constructeur[17].
- Sur neuf épreuves qualificatives prévues pour le championnat du monde 1961, huit seront effectivement courues, le Grand Prix du Maroc (programmé le 29 octobre) ayant été annulé en cours de saison pour raisons financières[17].

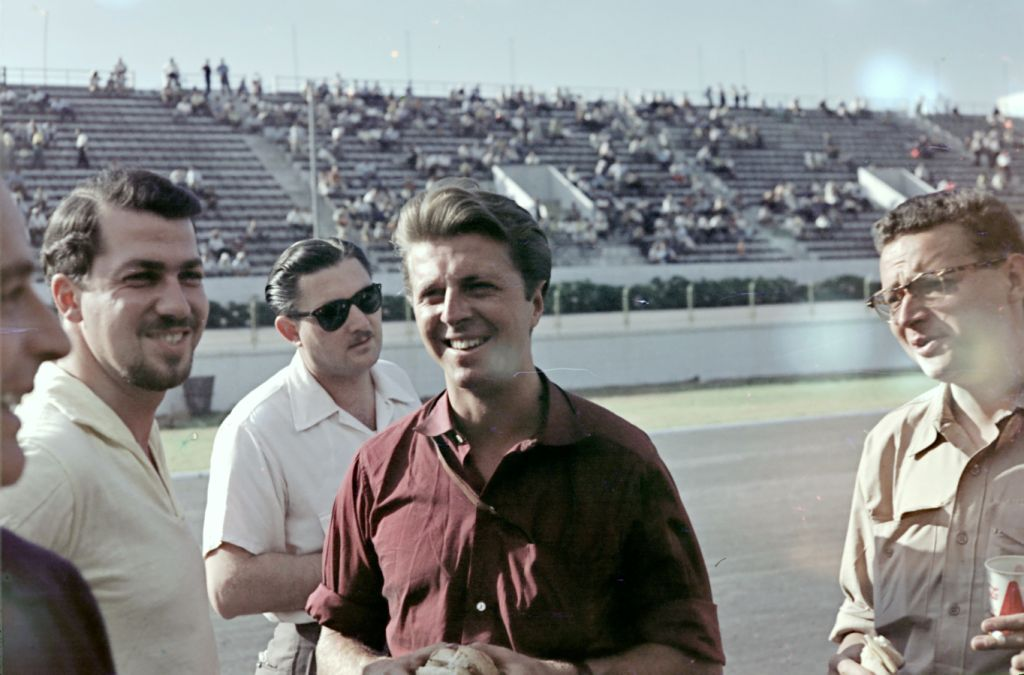
Victorieux en Grande-Bretagne au terme d'une très belle course, Wolfgang von Trips (au centre sur la photo) a repris la tête du championnat à son coéquipier Phil Hill.

| Pos. | Pilote             | Écurie  | Points | MON | NL | BEL | FRA | GBR | ALL | ITA | USA | MAR |
| ---- | ------------------ | ------- | ------ | --- | -- | --- | --- | --- | --- | --- | --- | --- |
| 1    | Wolfgang von Trips | Ferrari | 27     | 3   | 9  | 6   | -   | 9   |     |     |     |     |
| 2    | Phil Hill          | Ferrari | 25     | 4   | 6  | 9   | -   | 6   |     |     |     |     |
| 3    | Richie Ginther     | Ferrari | 16     | 6   | 2  | 4   | -   | 4   |     |     |     |     |
| 4    | Stirling Moss      | Lotus   | 12     | 9   | 3  | -   | -   | -   |     |     |     |     |
| 5    | Giancarlo Baghetti | Ferrari | 9      | -   | -  | -   | 9   | -   |     |     |     |     |
|      | Dan Gurney         | Porsche | 9      | 2   | -  | 1   | 6   | -   |     |     |     |     |
| 7    | Jim Clark          | Lotus   | 8      | -   | 4  | -   | 4   | -   |     |     |     |     |
| 8    | Jack Brabham       | Cooper  | 4      | -   | 1  | -   | -   | 3   |     |     |     |     |
| 9    | Olivier Gendebien  | Ferrari | 3      | -   | -  | 3   | -   | -   |     |     |     |     |
|      | Innes Ireland      | Lotus   | 3      | -   | -  | -   | 3   | -   |     |     |     |     |
|      | Bruce McLaren      | Cooper  | 3      | 1   | -  | -   | 2   | -   |     |     |     |     |
| 12   | John Surtees       | Cooper  | 2      | -   | -  | 2   | -   | -   |     |     |     |     |
|      | Joakim Bonnier     | Porsche | 2      | -   | -  | -   | -   | 2   |     |     |     |     |
| 14   | Graham Hill        | BRM     | 1      | -   | -  | -   | 1   | -   |     |     |     |     |
|      | Roy Salvadori      | Cooper  | 1      | -   | -  | -   | -   | 1   |     |     |     |     |

| Pos. | Écurie        | Points | MON | NL | BEL | FRA | GBR | ALL | ITA | USA | MAR |
| ---- | ------------- | ------ | --- | -- | --- | --- | --- | --- | --- | --- | --- |
| 1    | Ferrari       | 38     | 6   | 8  | 8   | 8   | 8   |     |     |     |     |
| 2    | Lotus-Climax  | 16     | 8   | 4  | -   | 4   | -   |     |     |     |     |
| 3    | Porsche       | 11     | 2   | -  | 1   | 6   | 2   |     |     |     |     |
| 4    | Cooper-Climax | 9      | 1   | 1  | 2   | 2   | 3   |     |     |     |     |
| 5    | BRM-Climax    | 1      | -   | -  | -   | 1   | -   |     |     |     |     |

## À noter
- 2e victoire en championnat du monde pour Wolfgang von Trips.
- 34e victoire en championnat du monde pour Ferrari en tant que constructeur.
- 34e victoire en championnat du monde pour Ferrari en tant que motoriste.
- 1er et unique Grand Prix de championnat du monde pour une Ferguson, première voiture à quatre roues motrices à participer à une épreuve de championnat du monde de F1.
- À l'issue de cette course, la Scuderia Ferrari s'assure la Coupe des constructeurs, sous réserve de la confirmation de l'annulation du Grand Prix du Maroc.

- Voiture copilotée :
  - n° 26 : Jack Fairman (45 tours) et Stirling Moss (11 tours). Disqualifiés pour avoir reçu de l'aide extérieure.